# Sotahuuto
Albums de Horna
Ääniä Yössä
(2006) Sanojesi Äärelle
(2008)
Sotahuuto est le sixième album studio du groupe de Black metal finlandais Horna. L'album est sorti le 6 novembre 2007 sous le label Moribund Records.
Le label Deviant Records a sorti cet album en version vinyle, dont le tirage a été limité à 500 exemplaires.
L'album est un hommage au groupe Bathory.

## Musiciens
- Corvus – chant, basse
- Shatraug – guitare
- Sargofagian – batterie

## Liste des morceaux
1. Lähtölaukaus – 5:01
2. Vapise, Vapahtaja – 4:23
3. Verimalja – 4:19
4. Tuhontuoja – 4:57
5. Sodanjano – 4:54
6. Ukkosmarssi – 3:02
7. Sotahuuto – 3:19
8. Vihanlietsoja – 3:49
9. Tulikäsky – 2:42